# Abdoul Razak Issoufou
Abdoul Razak Issoufou Alfaga (26 dicembre 1994) è un taekwondoka nigerino vincitore della medaglia d'argento ai Giochi olimpici estivi di Rio de Janeiro 2016.

## Biografia
Si laureò campione continentale ai Giochi panafricani di Brazzaville 2015 nella categoria 87 kg.
Ottenne il titolo iridato ai mondiali di Muju 2017 negli 87 kg.
Rappresentò il Niger ai Giochi olimpici estivi di Rio de Janeiro 2016, vincendo l'argento nel torneo degli 80 kg, dopo aver perso la finale contro l'azero Radik Isaev. Fu portabandiera alla cerimonia d'apertura e a quella di chiusura.
Fece la sua seconda apparizione olimpica a Tokyo 2020, edizione in cui fu alfiere con la nuotatrice Roukaya Moussa Mahamane alla cerimonia d'apertura. Nel torneo degli 80 kg fu eliminato agli ottavi dall'ivoriano Seydou Gbané.

## Palmarès

### Olimpiadi
- 1 medaglia:
  - 1 argento (Rio de Janeiro 2016 negli 80 kg)

### Mondiali
- 1 medaglia:
  - 1 oro (Muju 2017 negli 87 kg)

### Giochi panafricani
- 1 medaglia:
  - 1 oro (Brazzaville 2015 negli 87 kg)